# Інвестиційний проєкт
Інвестиційний проєкт — це сукупність поєднаних в одне ціле намірів і практичних дій з метою здійснення інвестиційних вкладень, з метою забезпечення визначених конкретних фінансових, економічних, виробничих і соціальних заходів з метою отримання прибутку. Замовником інвестиційного проєкту є суб'єкт інвестиційної діяльності (юридична або фізична особа), який має фінансові кошти й за вимогою підрядчика надає поручительство про свою платоспроможність. Замовником може бути держава, міністерство, відомство, корпорація, асоціація, об'єднання, підприємство, установа або приватна особа.
Інвестиційні проєкти поділяються на:
- виробничі
- науково-технічні
- комерційні
- фінансові
- економічні
- соціально-економічні

Форма та зміст інвестиційних проєктів можуть бути найрізноманітнішими — від плану будівництва нового підприємства до оцінки доцільності придбання нерухомого майна. У всіх випадках, проте, присутній часовий лаг (затримка) між моментом початку інвестування та моментом, коли проєкт починає приносити прибуток.
Часовий чинник грає ключову роль в оцінці інвестиційного проєкту
В зв'язку з цим доцільно представити весь цикл розвитку проєкту як три основні фази розвитку проєкту: передінвестиційну, інвестиційну та експлуатаційну. Сумарна тривалість цих стадій складає термін життя проєкту [project lifetime].
Перша фаза, безпосередньо передуюча основному обсягу інвестицій, у багатьох випадках не може бути визначена досить точно. На цьому етапі проєкт розробляється, готується його техніко-економічне обґрунтування, проводяться маркетингові дослідження, здійснюється вибір постачальників сировини та устаткування, ведуться переговори з потенційними інвесторами і учасниками проєкту.
Також тут може здійснюватися юридичне оформлення проєкту (реєстрація підприємства, оформлення контрактів і тому подібне) і проводитися емісія акцій та інших цінних паперів.
Як правило, в кінці передінвестиційної фази має бути в наявності розгорнутий бізнес-план інвестиційного проєкту. Всі вище перелічені дії, зрозуміло, вимагають не лише часу, але і витрат. В разі позитивного результату і переходу безпосередньо до здійснення проєкту понесені витрати капіталізуються і входять до складу так званих «перед виробничих витрат» з подальшим віднесенням на собівартість продукції через механізм амортизаційних відрахувань.
Наступний відрізок часу відводиться під стадію інвестування або фазу здійснення [investment/implementation phase]. Принципова відмінність цієї фази розвитку проєкту від попередньої і подальшій фаз полягає, з одного боку, в тому, що починають робитися дії, що вимагають набагато більших витрат і що носять вже безповоротний характер (закупівля устаткування або будівництво), а, з іншого боку, проєкт ще не в змозі забезпечити свій розвиток за рахунок власних засобів.
На даній стадії формуються постійні активи підприємства. Деякі види супутніх витрат (наприклад, витрати на навчання персоналу, на проведення рекламних заходів, на пуско-наладку та інші) частково можуть бути віднесені на собівартість продукції (як витрати майбутніх періодів), а частково — капіталізовані (як перед виробничі витрати).
З моменту введення в дію основного устаткування (в разі промислових інвестицій) або після придбання нерухомості або іншого вигляду активів починається третя стадія розвитку інвестиційного проєкту — експлуатаційна [operational] фаза. Цей період характеризується початком виробництва продукції або надання послуг і відповідними вступами і поточними витратами.
Значний вплив на загальну характеристику проєкту надаватиме тривалість експлуатаційної фази. Вочевидь, що, чим далі буде віднесена в часі її верхній кордон, тим більшою буде сукупна величина доходу.

## Передінвестиційні дослідження
На цьому етапі проводиться ряд досліджень і ведеться підготовка для початку здійснення проєкту. Подробиці досліджень, в світовій практиці званих «передінвестиційними» [pre-investment studies], можуть варіюватися залежно від вимог інвестора, можливості їх фінансування і часу, відведеного на їх проведення. Прийнято виділяти три рівні передінвестиційних досліджень:
1. дослідження можливостей (opportunity studies);
2. підготовчі або перед проєктні дослідження (pre-feasibility  studie);
3. оцінка здійсненності або техніко-економічні дослідження[en].

Відмінність між рівнями передінвестиційних досліджень досить умовна. Як правило, поетапна підготовка остаточного рішення необхідна лише у випадках досить великих проєктів, наприклад проєктів будівництва нового підприємства або організації нового виробництва. Варто відзначити факт безумовної необхідності опрацювання всіх опитів, пов'язаних із здійсненням інвестиційного проєкту, оскільки це значною мірою визначає успіх або невдачу проєкту в цілому (за умови, що не буде допущено серйозних помилок на наступних стадіях). Недостатньо або неправильно обґрунтований проєкт буде приречений на серйозні труднощі при його реалізації, незалежно від того, наскільки успішно робитимуться подальші дії.
Вартість проведення передінвестиційних досліджень в загальній сумі капітальних витрат досить велика. За даними ЮНІДО, вона становить від 0.8 відсотка для великих проєктів до 5 відсотків за невеликих обсягів інвестицій.
Структура інформації, що опрацьовується в ході досліджень, згідно з рекомендаціями ЮНІДО  [Архівовано 3 листопада 2010 у Wayback Machine.], виглядає таким чином:
1. цілі проєкту, його орієнтація і економічне оточення, юридичне забезпечення (податки, державна підтримка і тому подібне);
2. маркетингова інформація (можливості збуту, конкурентне середовище, перспективна програма продажів і номенклатура продукції, цінова політика);
3. матеріальні витрати (потреби, ціни і умови постачання сировини, допоміжних матеріалів і енергоносіїв);
4. місце розміщення, з врахуванням технологічних, кліматичних, соціальних і інших чинників;
5. проєктно-конструкторська частина (вибір технології, специфікація устаткування і умови його постачання, обсяги будівництва, конструкторська документація і тому подібне);
6. організація підприємства і накладні витрати (управління, збут і розподіл продукції, умови оренди, графіки амортизації устаткування і тому подібне);
7. кадри (потреба, забезпеченість, графік роботи, умови оплати, необхідність навчання);
8. графік здійснення проєкту (терміни будівництва, монтажу і пусконалагоджувальних робіт, період функціонування);
9. комерційна (фінансова і економічна) оцінка проєкту.